# Hippeococcus rappardi
Hippeococcus rappardi är en insektsart som beskrevs av Reyne 1954. Hippeococcus rappardi ingår i släktet Hippeococcus och familjen ullsköldlöss. Inga underarter finns listade i Catalogue of Life.